# Tulare County
Tulare County ist ein County im Central Valley des Bundesstaates Kalifornien der Vereinigten Staaten. Der Verwaltungssitz (County Seat) ist Visalia.

## Geographie
Das County liegt etwas südöstlich des geografischen Zentrums von Kalifornien und grenzt im Uhrzeigersinn an die Countys: Fresno County, Inyo County, Kern County und Kings County.
Das County wird vom Office of Management and Budget zu statistischen Zwecken als Visalia, CA Metropolitan Statistical Area geführt.

## Geschichte
Tulare County wurde aus Teilen des Mariposa Countys 1852 gebildet. Teile des Countys wurden Fresno County 1856, Kern County 1866, Inyo County 1866 sowie dem Kings County 1893 zugeschlagen.
Comandante Pedro Fages, der Deserteure im Jahre 1772 verfolgte, entdeckte einen großen See, der von Marschland umgeben war. Diesen nannte er Los Tules. Die Wurzeln des Countynamens Tulare sind spanisch. Tullin bezeichnet Schilf bzw. die Rohrkolben oder anderes Riet.
Insgesamt sind 34 Bauwerke und Stätten des Countys im National Register of Historic Places eingetragen.

## Wirtschaft
Tulare County ist eines der ärmsten Countys in Kalifornien, obwohl sich die Sequoia und Kings Canyon National Parks in der Nähe befinden.
Die Landwirtschaft des Countys gilt als produktivste in den ganzen Vereinigten Staaten nach dem Fresno County. Es gehört zugleich zu den landwirtschaftlich produktivsten Regionen der Welt. Einen besonderen Anteil nimmt dabei die Milchproduktion ein.
Die jährliche World Ag Expo, die größte landwirtschaftliche Messe der Welt, findet hier in der zweiten Februarwoche statt.

## Demografische Daten

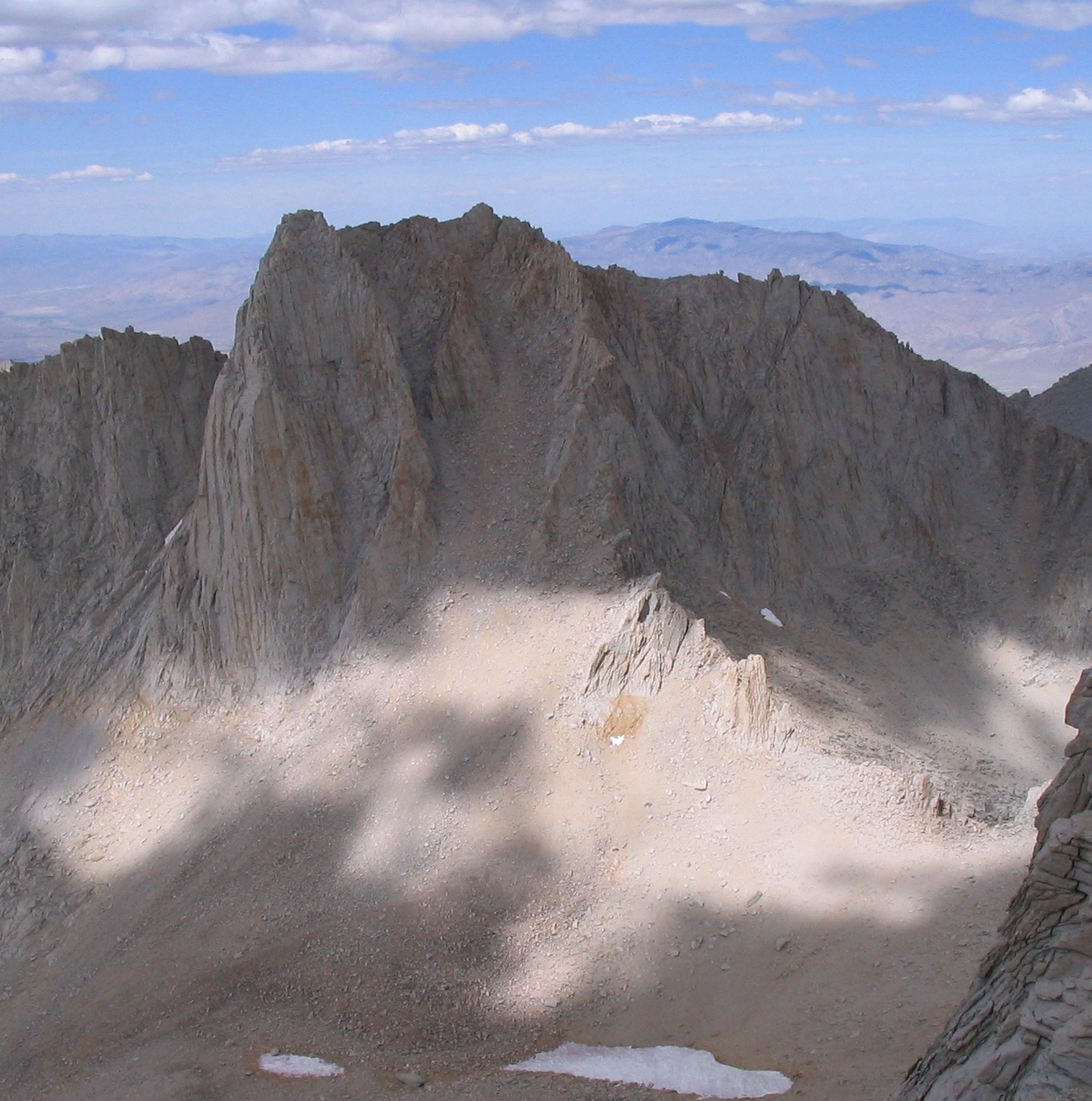
Der Mount Russell an der Grenze zum Inyo County

Alterspyramide des Tulare Countys (Stand: 2000)

Nach der Volkszählung im Jahr 2000 lebten im Tulare County 368.021 Menschen. Es gab 110.385 Haushalte und 87.093 Familien. Die Bevölkerungsdichte betrug 29 Einwohner pro Quadratkilometer. Ethnisch betrachtet setzte sich die Bevölkerung zusammen aus 58,08 % Weißen, 1,59 % Afroamerikanern, 1,56 % amerikanischen Ureinwohnern, 3,27 % Asiaten, 0,11 % Bewohnern aus dem pazifischen Inselraum und 30,79 % aus anderen ethnischen Gruppen; 4,60 % stammten von zwei oder mehr ethnischen Gruppen ab. 50,77 % der Bevölkerung waren spanischer oder lateinamerikanischer Abstammung.
Von den 110.385 Haushalten hatten 44,90 % Kinder und Jugendliche unter 18 Jahre, die bei ihnen lebten. 58,10 % waren verheiratete, zusammenlebende Paare, 14,50 % waren allein erziehende Mütter. 21,10 % waren keine Familien. 17,10 % waren Singlehaushalte und in 7,70 % lebten Menschen im Alter von 65 Jahren oder darüber. Die Durchschnittshaushaltsgröße betrug 3,28 und die durchschnittliche Familiengröße lag bei 3,67 Personen.
Auf das gesamte County bezogen setzte sich die Bevölkerung zusammen aus 33,80 % Einwohnern unter 18 Jahren, 10,60 % zwischen 18 und 24 Jahren, 27,60 % zwischen 25 und 44 Jahren, 18,20 % zwischen 45 und 64 Jahren und 9,80 % waren 65 Jahre alt oder darüber. Das Durchschnittsalter betrug 29 Jahre. Auf 100 weibliche Personen kamen 100,00 männliche Personen, auf 100 Frauen im Alter ab 18 Jahren kamen statistisch 97,70 Männer.
Das jährliche Durchschnittseinkommen eines Haushalts betrug 33.983 USD, das Durchschnittseinkommen der Familien betrug 36.297 USD. Männer hatten ein Durchschnittseinkommen von 30.892 USD, Frauen 24.589 USD. Das Prokopfeinkommen betrug 14.006 USD. 23,90 % Prozent der Bevölkerung und 18,80 % der Familien lebten unterhalb der Armutsgrenze. 32,60 % davon waren unter 18 Jahre und 10,50 % waren 65 Jahre oder älter.

## Orte im County

### Citys
- Dinuba
- Exeter
- Farmersville
- Lindsay
- Porterville
- Tulare
- Visalia (County Seat)
- Woodlake

### CDPs
| - Allensworth - Alpaugh - California Hot Springs - Camp Nelson - Cedar Slope - Cutler - Delft Colony - Ducor - Earlimart - East Orosi - East Porterville | - East Tulare Villa - El Monte Mobile Village - El Rancho - Goshen - Hartland - Hypericum - Idlewild - Ivanhoe - Jovista - Kennedy Meadows | - Lemon Cove - Lindcove - Linnell Camp - London - Matheny - McClenney Tract - Monson - Orosi - Panorama Heights - Patterson Tract | - Pierpoint - Pine Flat - Pixley - Plainview - Ponderosa - Poplar-Cotton Center - Posey - Poso Park - Richgrove - Rodriguez Camp | - Sequoia Crest - Seville - Silver City - Springville - Strathmore - Sugarloaf Mountain Park - Sugarloaf Saw Mill - Sugarloaf Village - Sultana - Terra Bella | - Teviston - Three Rivers - Tipton - Tonyville - Tooleville - Traver - Waukena - West Goshen - Wilsonia - Woodville - Woodville Farm Labor Camp - Yettem |